# Œillet rouge sur le sable
Œillet rouge sur le sable est un essai de l'académicienne Florence Delay publié en 1994 sur le thème de la tauromachie, qu'elle avait déjà évoqué dans son précédent ouvrage Riche et Légère, 1983, roman qui lui avait valu le prix Femina.

## Analyse
Œillet rouge sur le sable revêt la forme d'un poème en prose dédié dans la première partie au taureau de combat, en particulier au redoutable Miura dont elle brosse le portrait en rappelant qu'il provoque souvent la mort du torero. C'est aussi un hymne à la beauté de cet animal et à sa force. L'auteur énumère une liste, en forme de chant funèbre, des novilleros et matadors tués par ces animaux dont elle cite les noms et rappelle les circonstances de leur blessure dans les deuxième et troisième parties. Parmi les victimes des Miuras se trouvent des toreros célèbres et des taureaux qui le sont tout autant. Certains ayant même pris la forme d'une légende. Ainsi, Nimeño II  a été estropié à vie par Pañolero , Manolete tué par Islero et rappelle aussi la longue agonie d'Ignacio Sánchez Mejías, pour lequel Federico García Lorca a composé un chant funèbre, (Llanto por Ignacio Sánchez Mejías), poésie mise en musique par Maurice Ohana.

## Accueil critique
Robert Bérard considère qu'elle écrit avec sensibilité sur l'engagement du torero, l'esthétique de la corrida, et la mort.

## Éditions et illustrations
Édité sous forme ordinaire en couverture rouge aux éditions Fourbis, l'ouvrage a aussi donné lieu à livre de bibliophilie  avec un tirage de 50 exemplaires sur papier Rivoli, accompagné d'une lithographie originale de Francis Marmande, signée de l'auteur et de l'artiste. Il a été réédité sous couverture beige en 2002
Francis Marmande a illustré chaque section d'une lettrine représentant un toro noir, vu de face, courant, ornant aussi la couverture rouge sang. En première page, un dessin représente quatre areneros transportant un matador blessé. Plusieurs culs-de-lampe, ornent chaque fin de section avec soit le torero encorné, à terre, ou bien le taureau encornant le matador, ou encore recevant les banderilles. Chaque chapitre est interrompu par un dessin pleine page : le picador, le torero renversé pour lequel le texte porte la date du 28 août 1947 :  ce torero est Manolete. Le livre s'achève sur un dessin d'arène avec le public, le taureau et le torero étendu sur le sable du ruedo. Le texte précise encore qu'il s'agit de Paquirri tué par Avispado, ce  qui n'a aucun rapport avec Manuel Granero, le matador cité par Georges Bataille dans l'Histoire de l'œil.
L'achevé d'imprimer indique : « cinquante exemplaires sur Rivoli accompagnés d'une lithographie originale de Francis Marmande signés par l'auteur et l'artiste ».